# Orhanlı, İhsaniye
Orhanlı là một xã thuộc huyện İhsaniye, tỉnh Afyonkarahisar, Thổ Nhĩ Kỳ. Dân số thời điểm năm 2011 là 83 người.